# Greene (villa)
Greene es una villa ubicada en el condado de Chenango en el estado estadounidense de Nueva York. En el año 2000 tenía una población de 1,701 habitantes y una densidad poblacional de 614.3 personas por km².

## Geografía
Greene se encuentra ubicada en las coordenadas 42°19′48″N 75°46′12″O / 42.33000, -75.77000.

## Demografía
Según la Oficina del Censo en 2000 los ingresos medios por hogar en la localidad eran de $30,833, y los ingresos medios por familia eran $40,917. Los hombres tenían unos ingresos medios de $31,688 frente a los $22,188 para las mujeres. La renta per cápita para la localidad era de $16,608. Alrededor del 11.8% de la población estaban por debajo del umbral de pobreza.